# القمبور (عبس)

تعديل مصدري - تعديل

القمبور هي إحدى قرى عزلة الوسط بمديرية عبس التابعة لمحافظة حجة، بلغ تعداد سكانها 359 نسمة حسب تعداد اليمن لعام 2004.